# 161 до н. е.
161 до н. е. рік до юліанського римського календаря. Також відомий як рік консульства Мессали і Страбона (або, рідше, 593 Ab Urbe condita).

## Події
- Посли Юди Макавея укладають договір дружби з римським сенатом.
- Війна Греко-Бактрії з Греко-Індією.
- Парфяни віднімають у Бактрії Маргіану.
- Согдіана відокремлюється від Греко-Бактрійського царства.

## Народились
- Клеопатра III
- Деметрій II Нікатор

## Померли
- Лаошан — шаньюй хунну
- Юда Макавей

| рік | Це незавершена стаття про рік. Ви можете допомогти проєкту, виправивши або дописавши її. |